# موزه جی. پال گتی

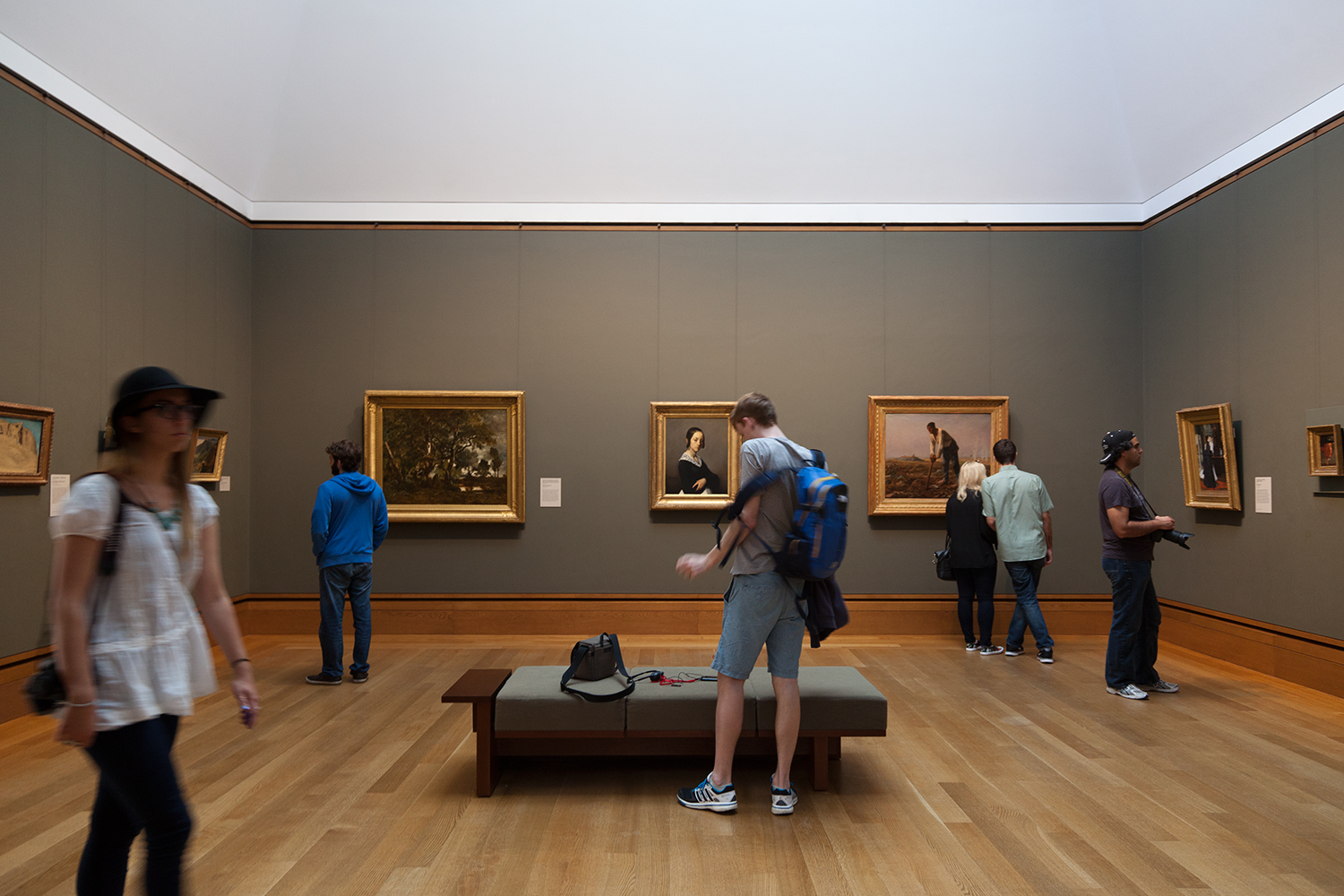
موزه گتی سالانه ۱٫۸ میلیون بازدید کننده دارد.

ورود مسیح به بروکسل، نام اثری است از جیمز انسور، نقاش بلژیکی در سبک سوررئالیسم به‌سال ۱۸۸۸ میلادی. در این اثر، مسیح در کارناوالی در بروکسل و در میان آدم‌هایی با صورتک‌هایی عجیب‌وغریب به تصویر کشیده شده‌است. این اثر که در زمان خود مورد اعتراض شدید قشر مذهبی واقع شد، به‌عنوان یکی از برجسته‌ترین آثار نقاش شناخته می‌شود. تابلوی ورود مسیح به بروکسل در مالکیت موزه جی. پال گتی قرار دارد.

موزه جی. پال گتی (به انگلیسی: J. Paul Getty Museum) غالباً آن را گتی می‌نامند، یک موزه هنر است که در کالیفرنیا قرار دارد. این موزه دو پردیس دارد. این دو موزه در سال ۲۰۱۶ میلادی بیش از ۲ میلیون بازدید کننده داشته‌اند.
موزه اصلی که به آن گتی اصلی می‌گویند در محله برنتوود واقع در لوس‌انجلس قرار دارد و شامل مجموعه‌ای از هنر غربی از سده‌های میانی تا عصر کنونی است؛ و موزه فرعی که گتی ویلا نام دارد در ملیبو واقع شده‌است و شامل هنر باستان، رم، سرزمین اتروریا است.

## نگارخانه

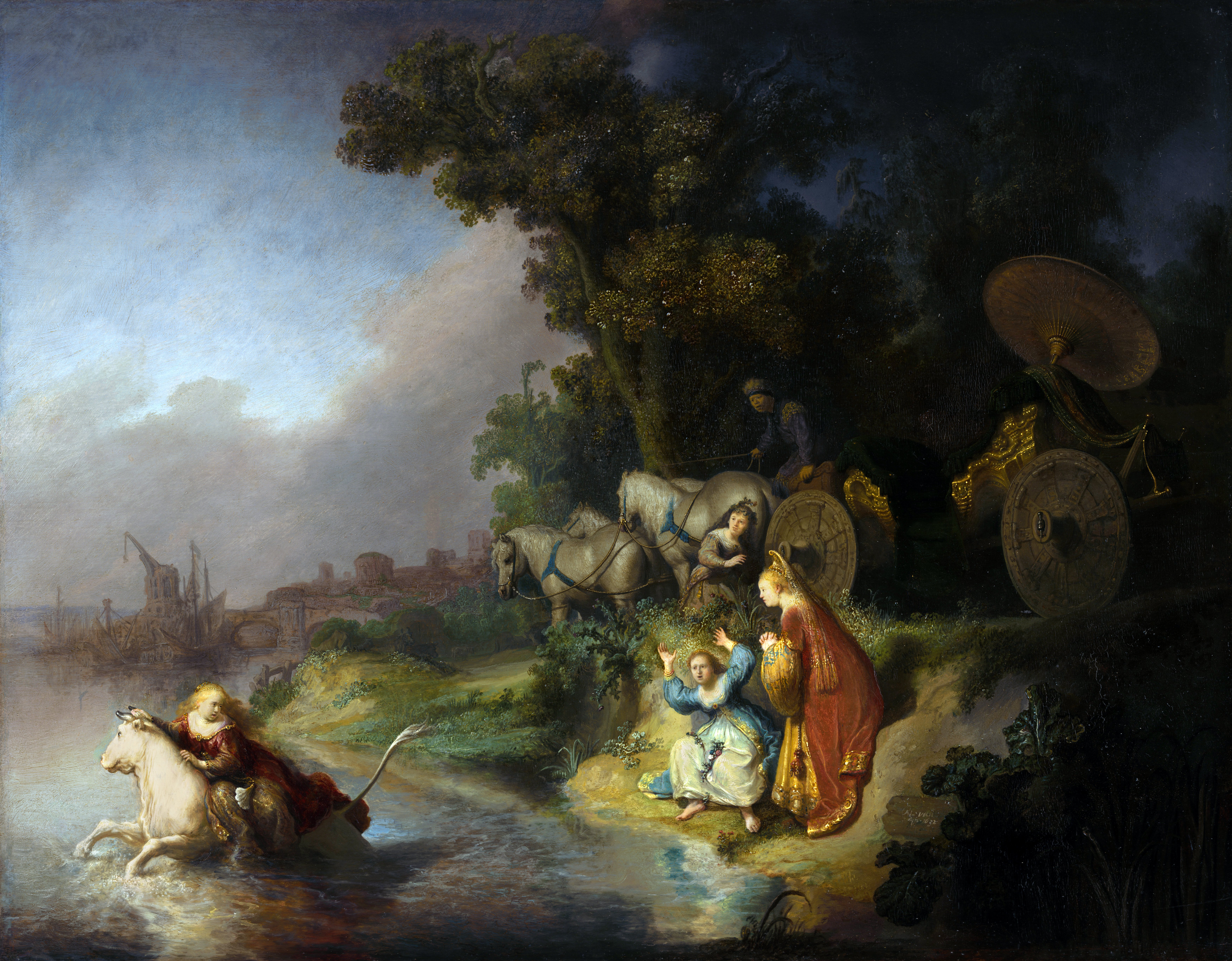
دزدیدن ائوروپه ۱۶۳۲ م. اثر رامبرانت
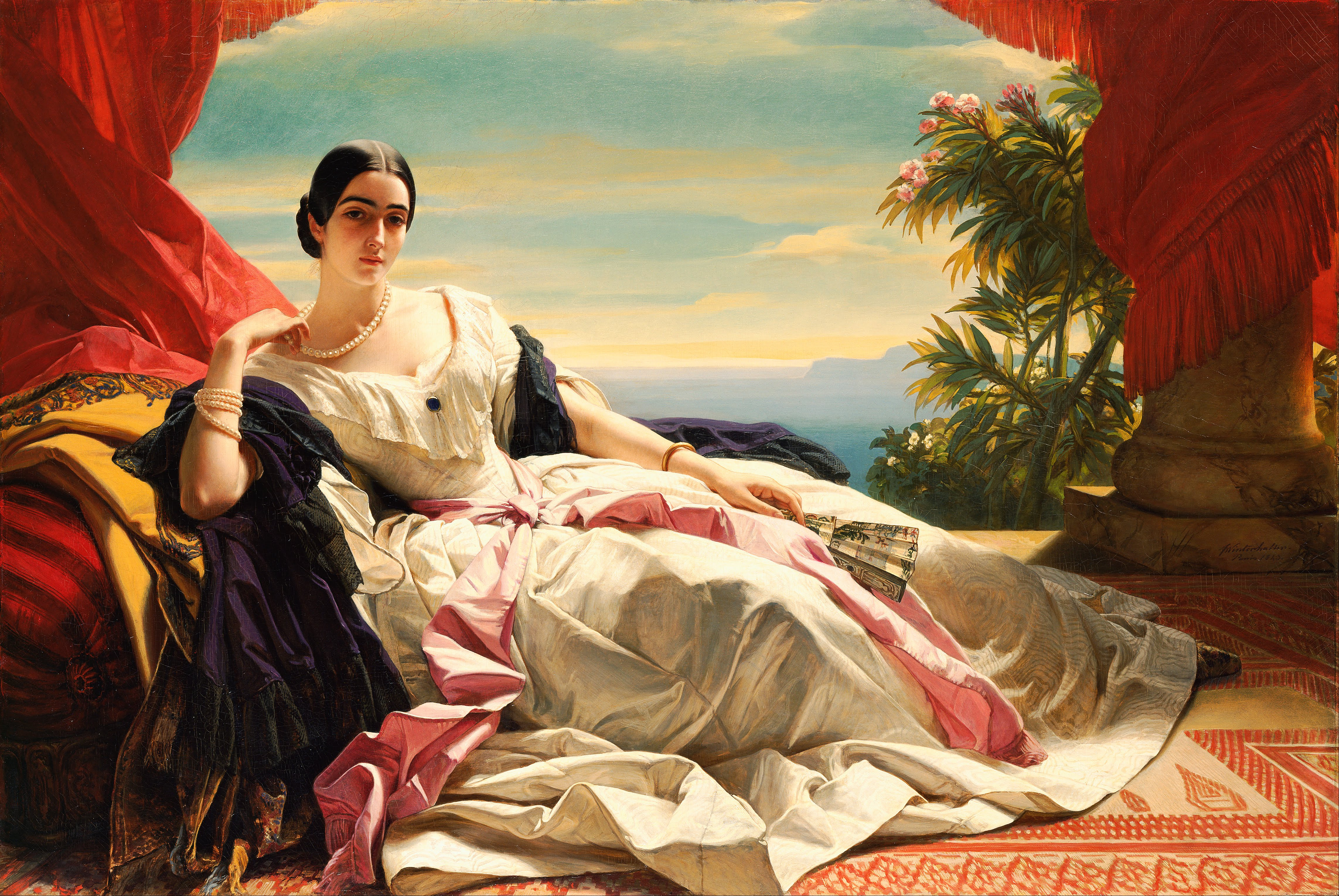
لئونیلا باریاتینسکایا شاهزاده‌خانم سای-ویتگنشتاین-ساین ۱۸۴۳ م. اثر فرانتس ژاور وینترهالتر
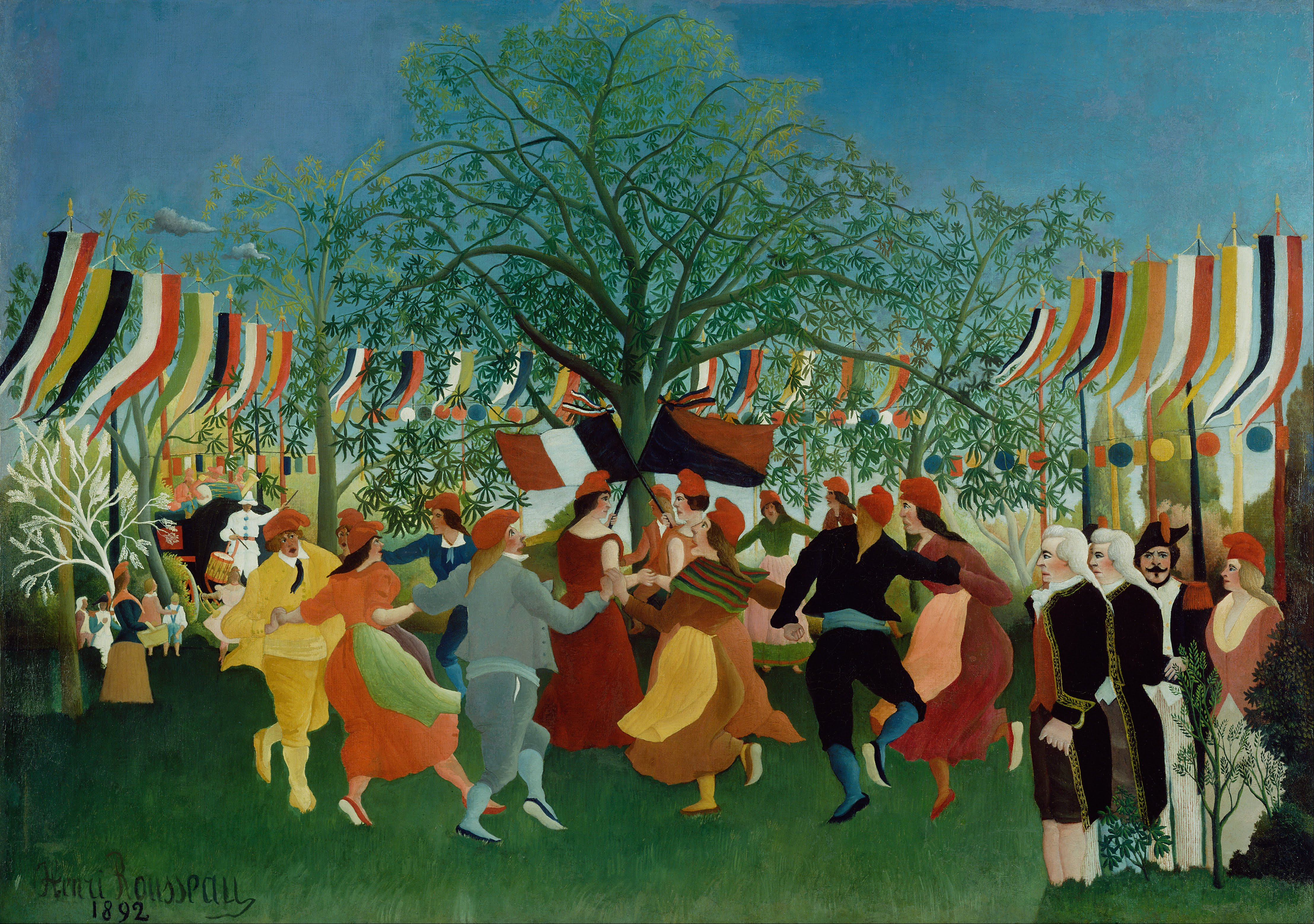
یکصدمین سالگرداستقلال ۱۸۹۲ م. اثر آنری روسو
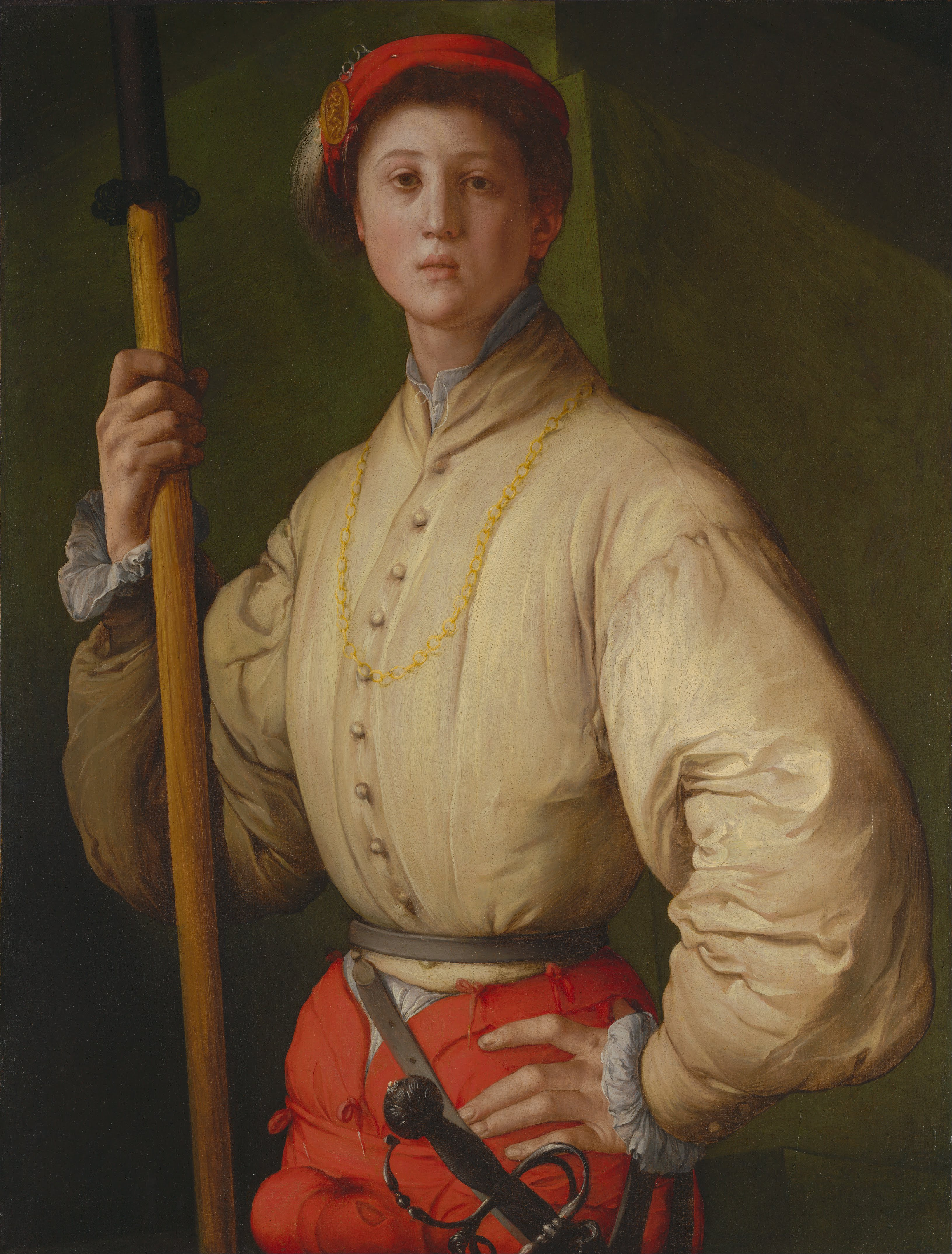
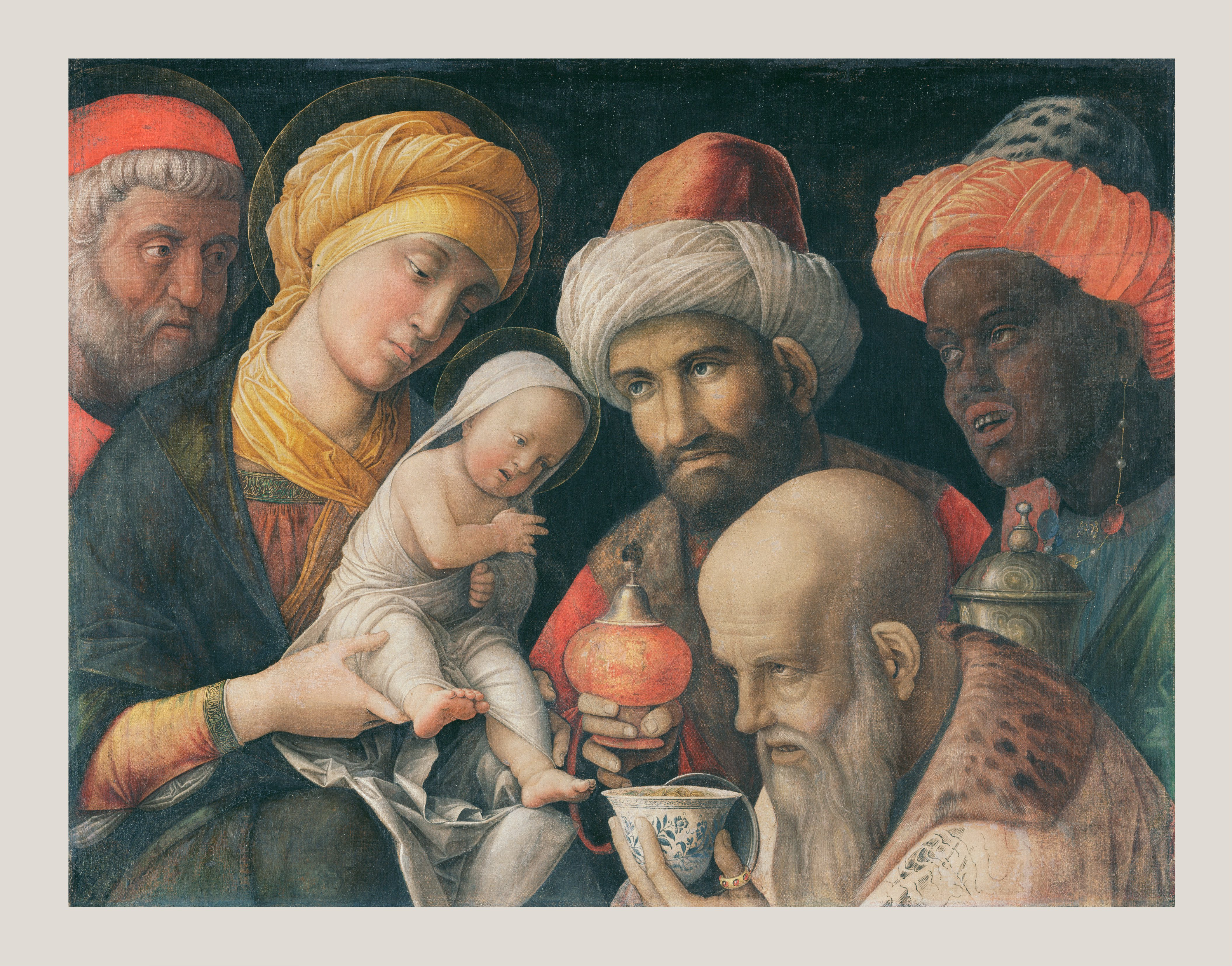
نیایش مُغان بین ۱۴۹۵ تا ۱۵۰۵ م. اثر آندرئا مانتنیا
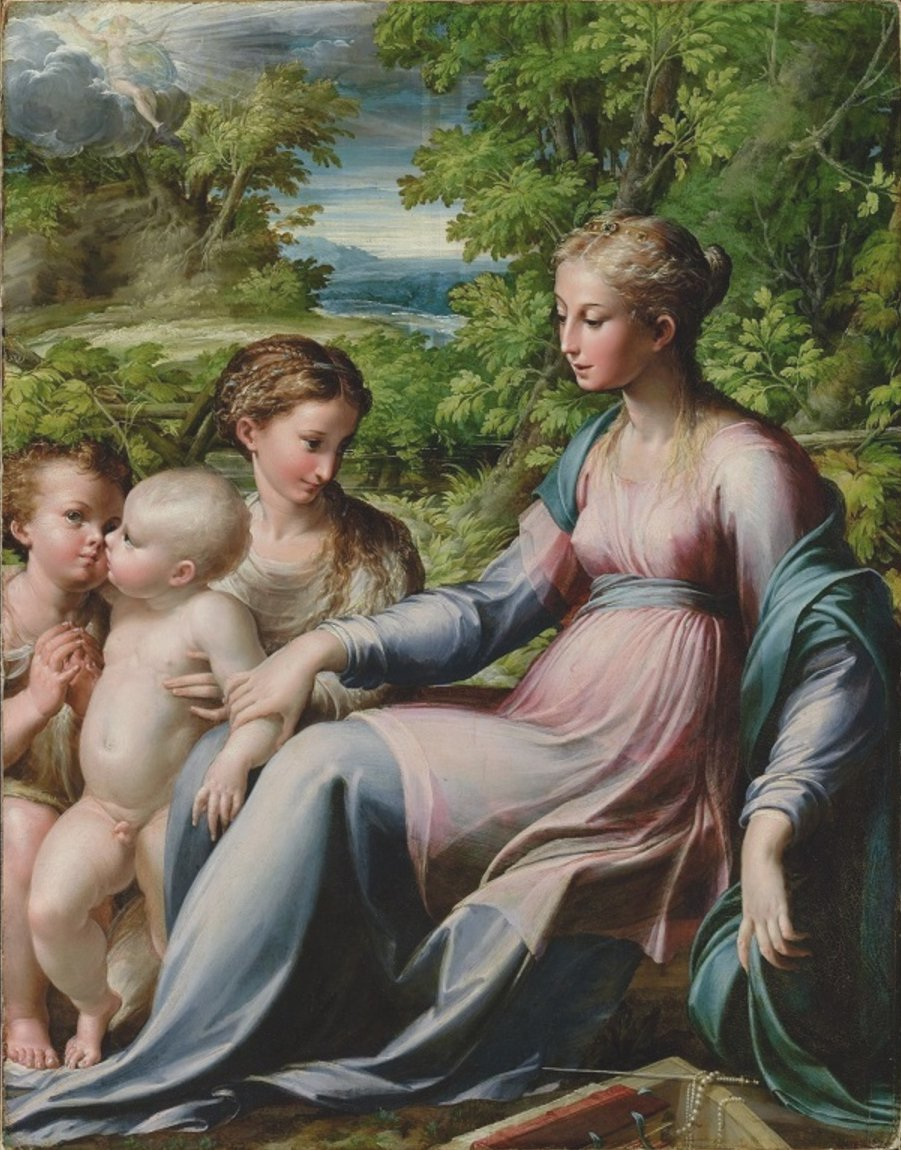
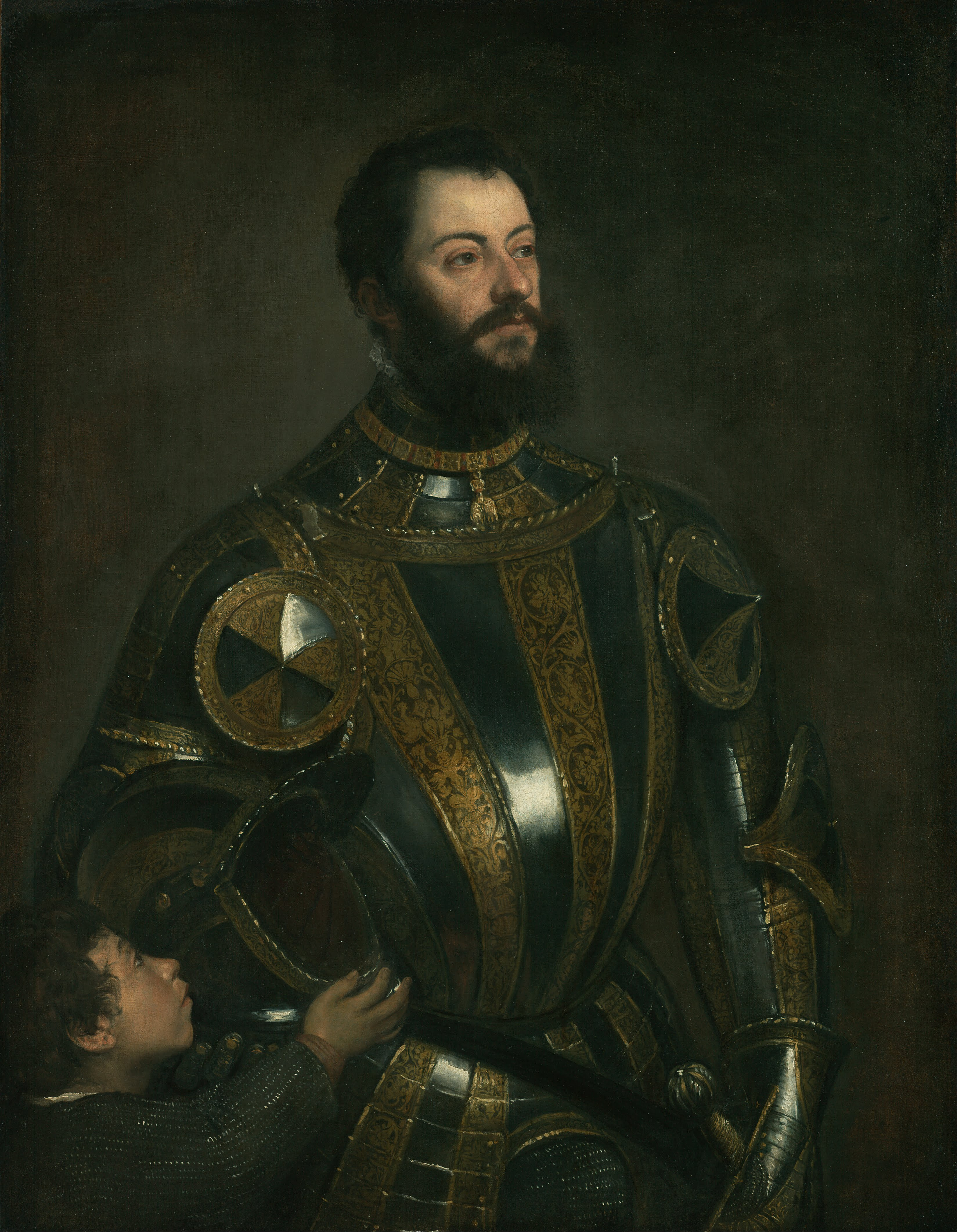
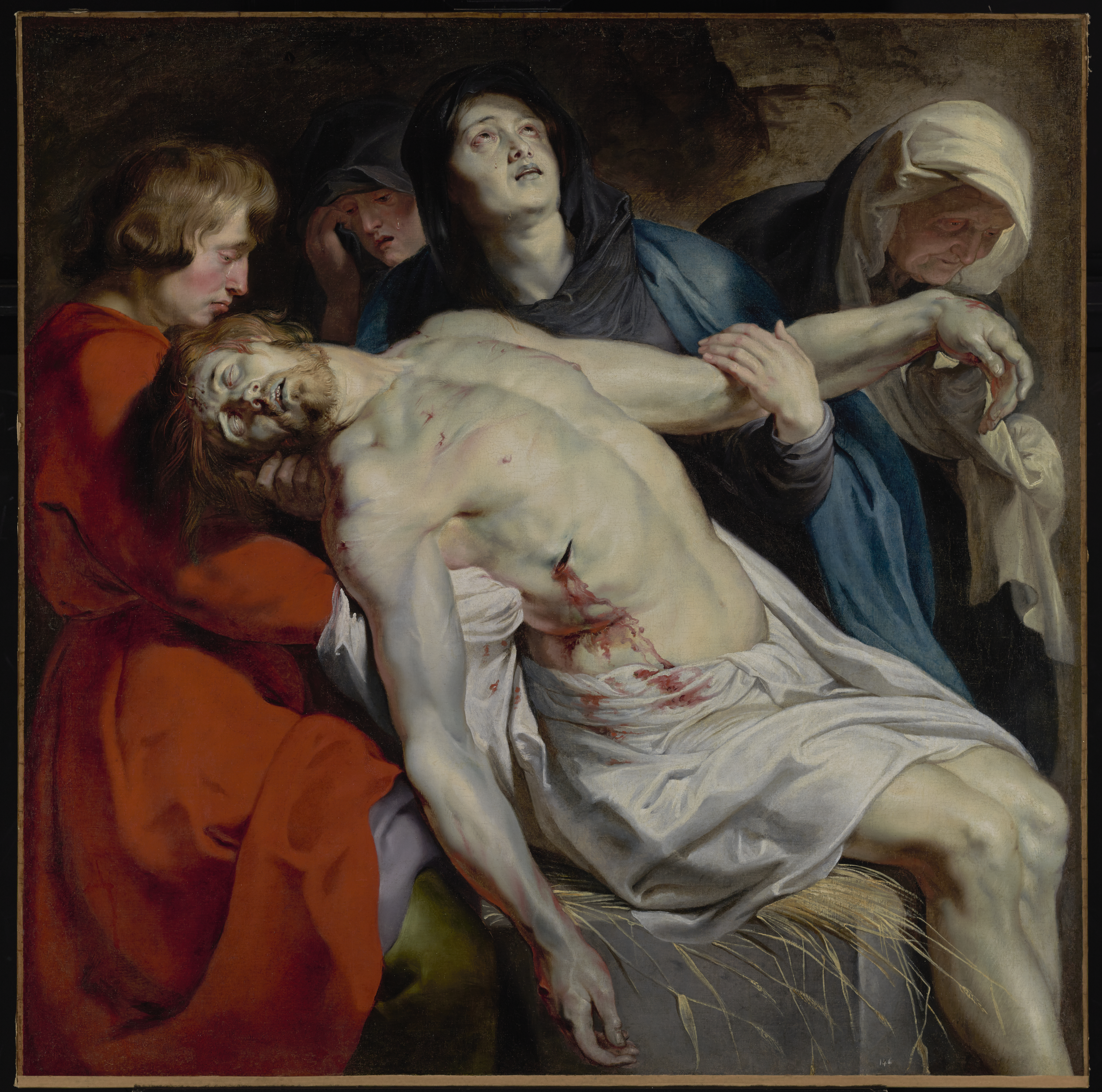
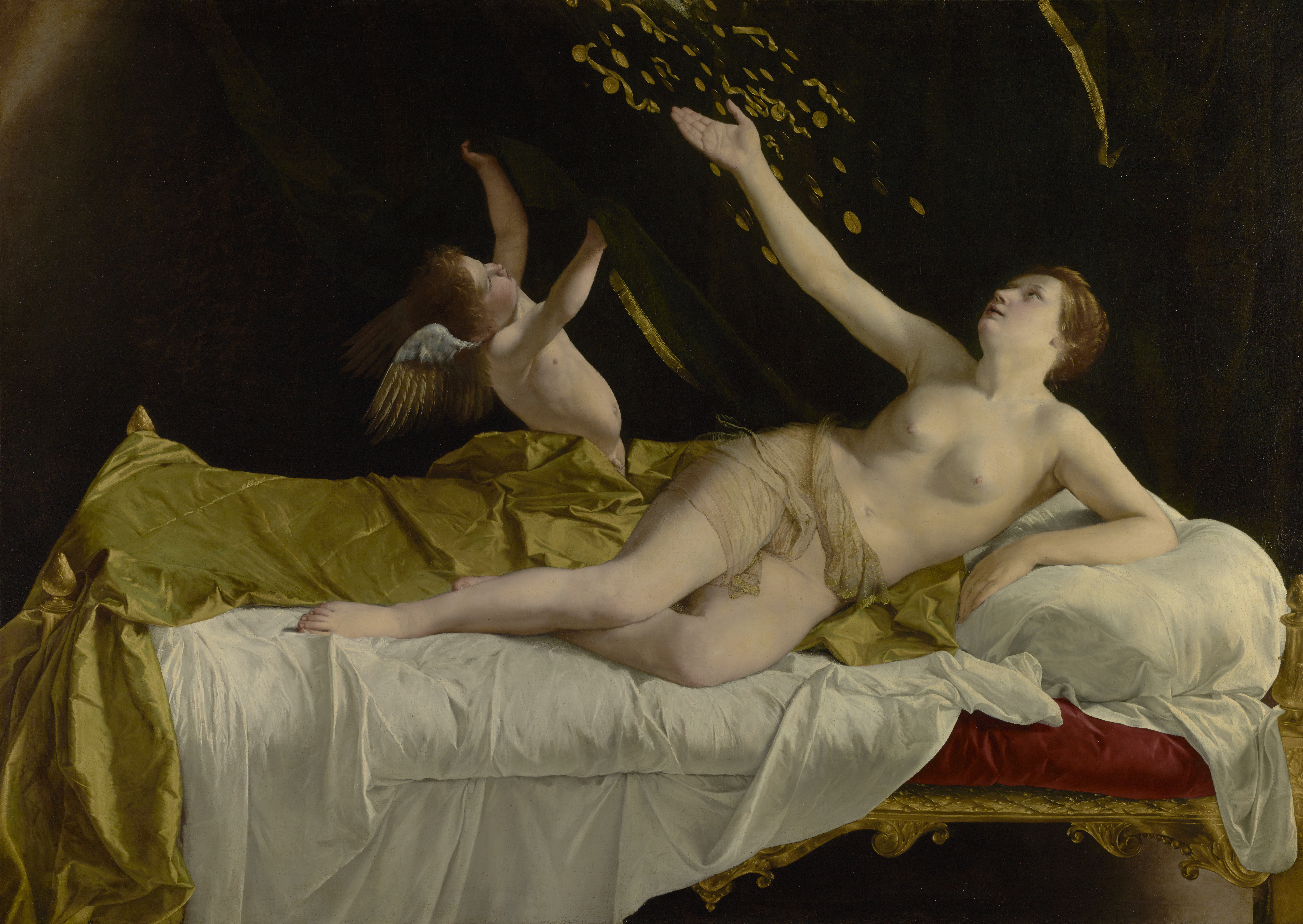
دانائه و رگباری از طلا بین ۱۶۲۱ و ۱۶۲۳ م. اثر اوراتسیو جنتیلسکی
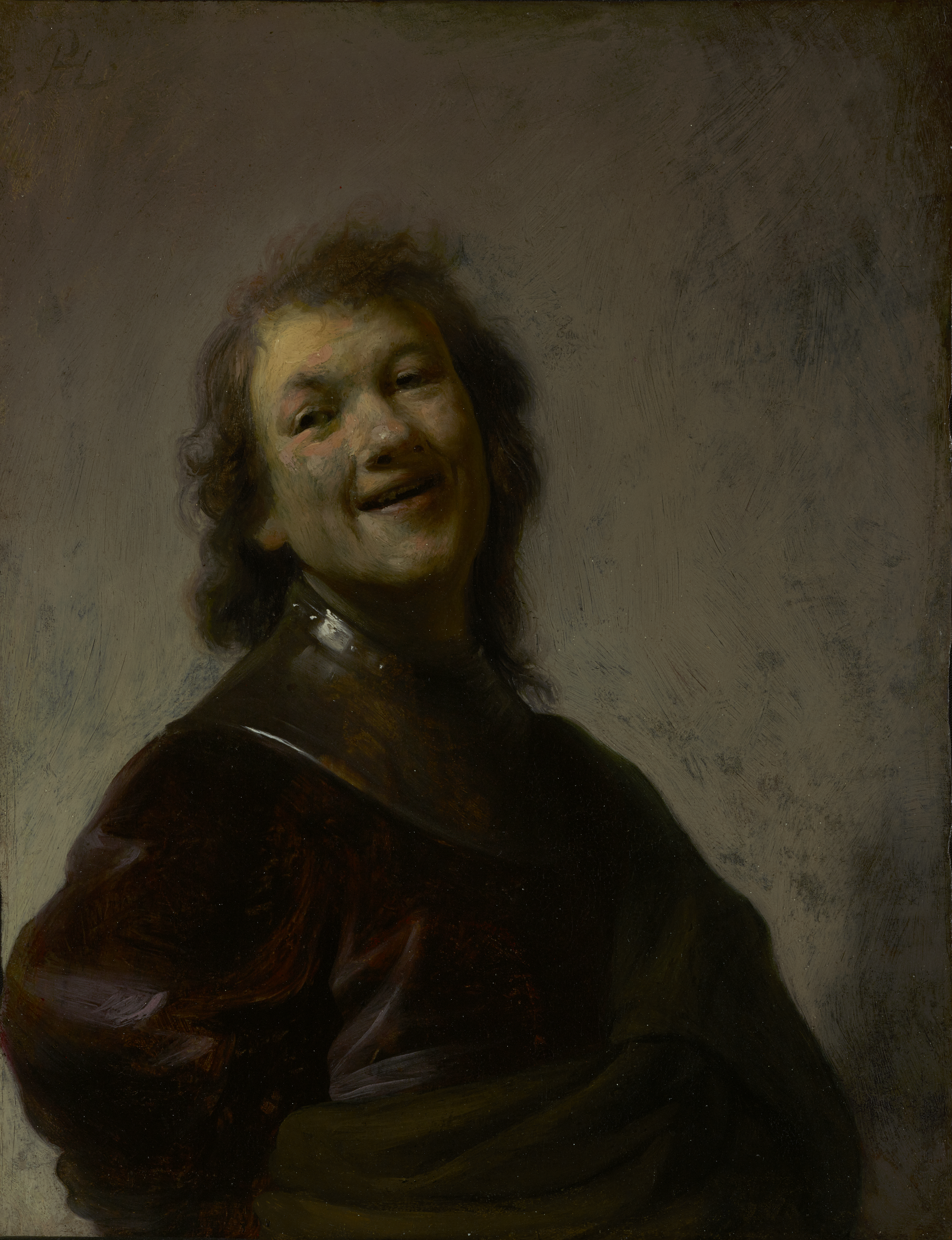
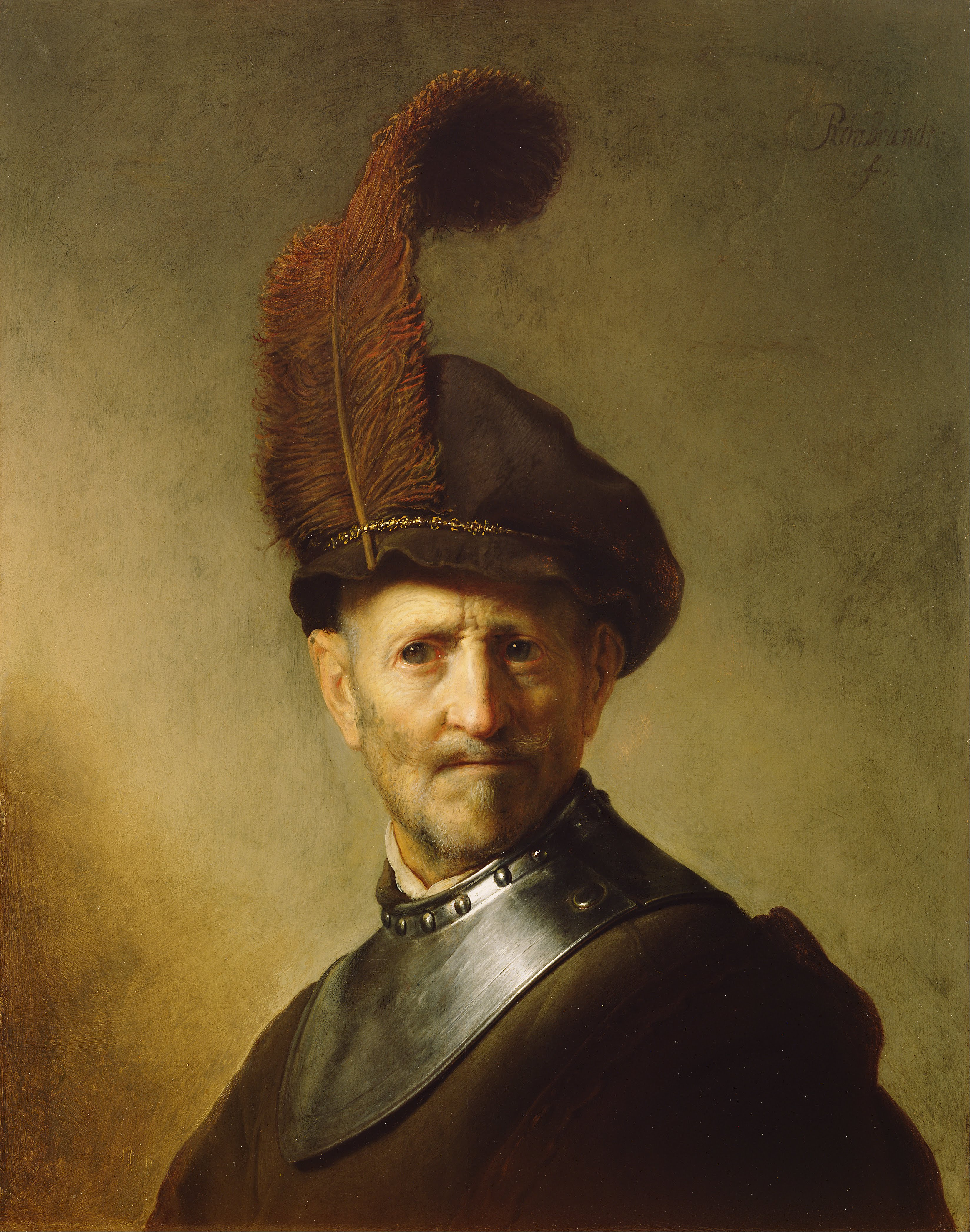
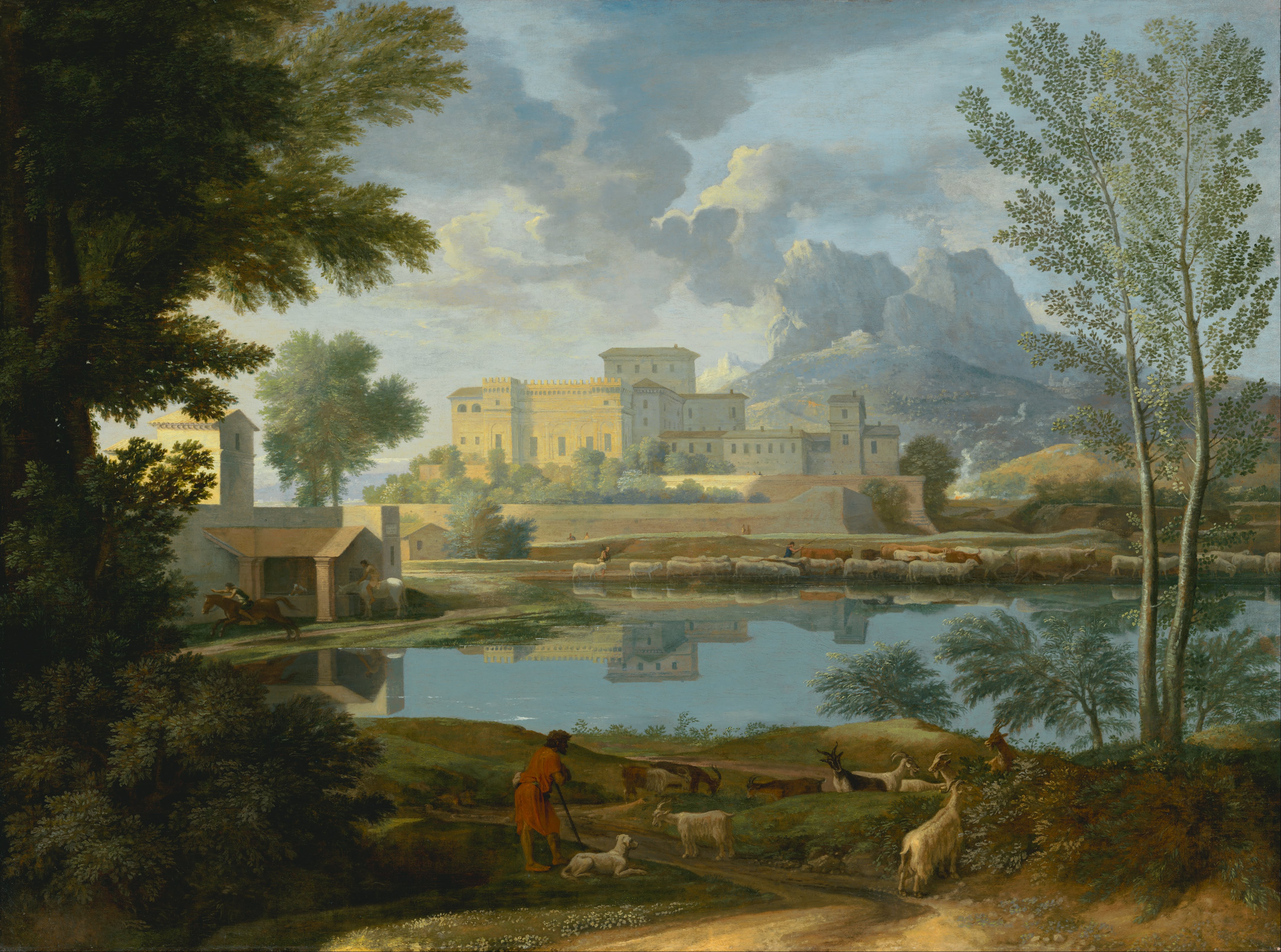
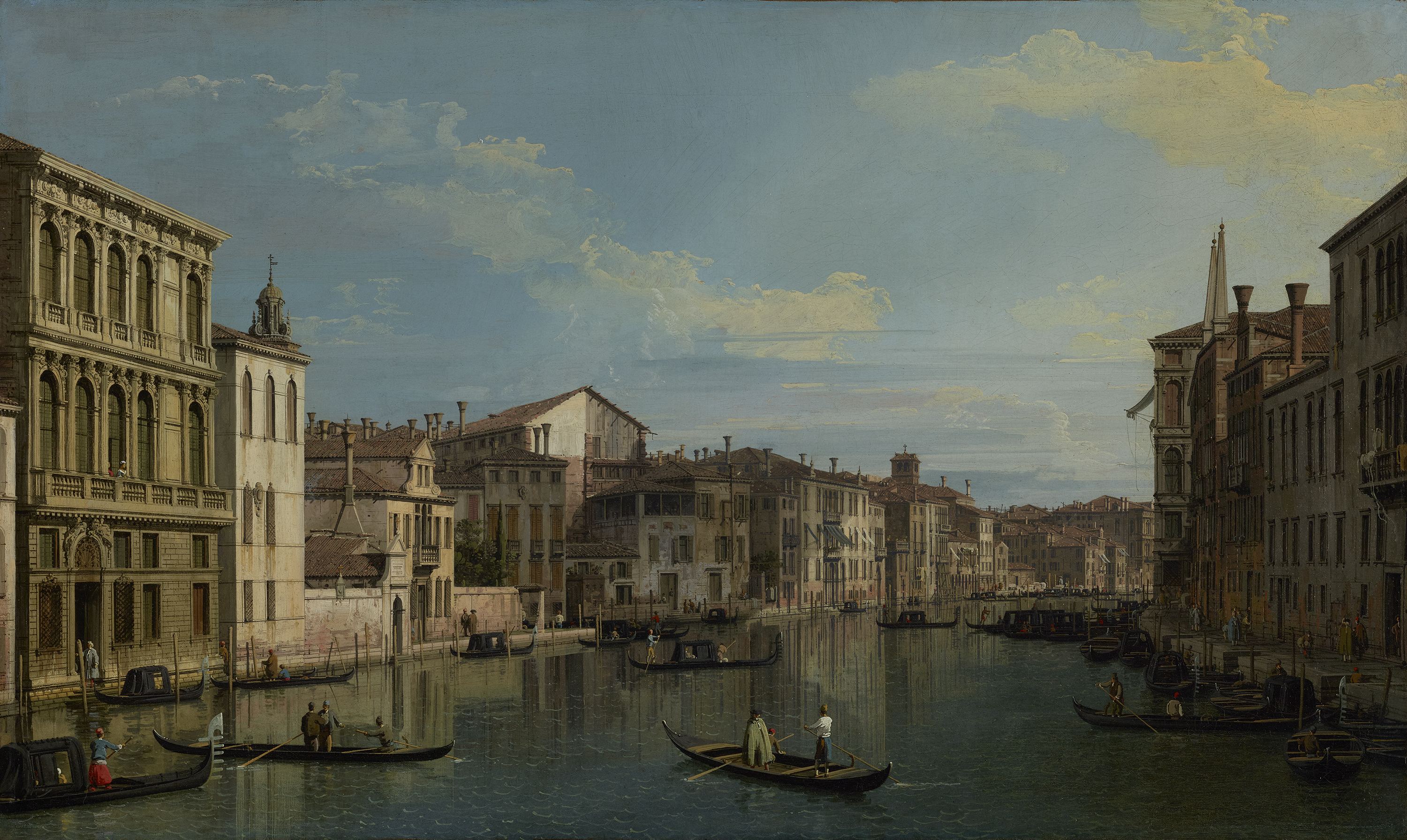
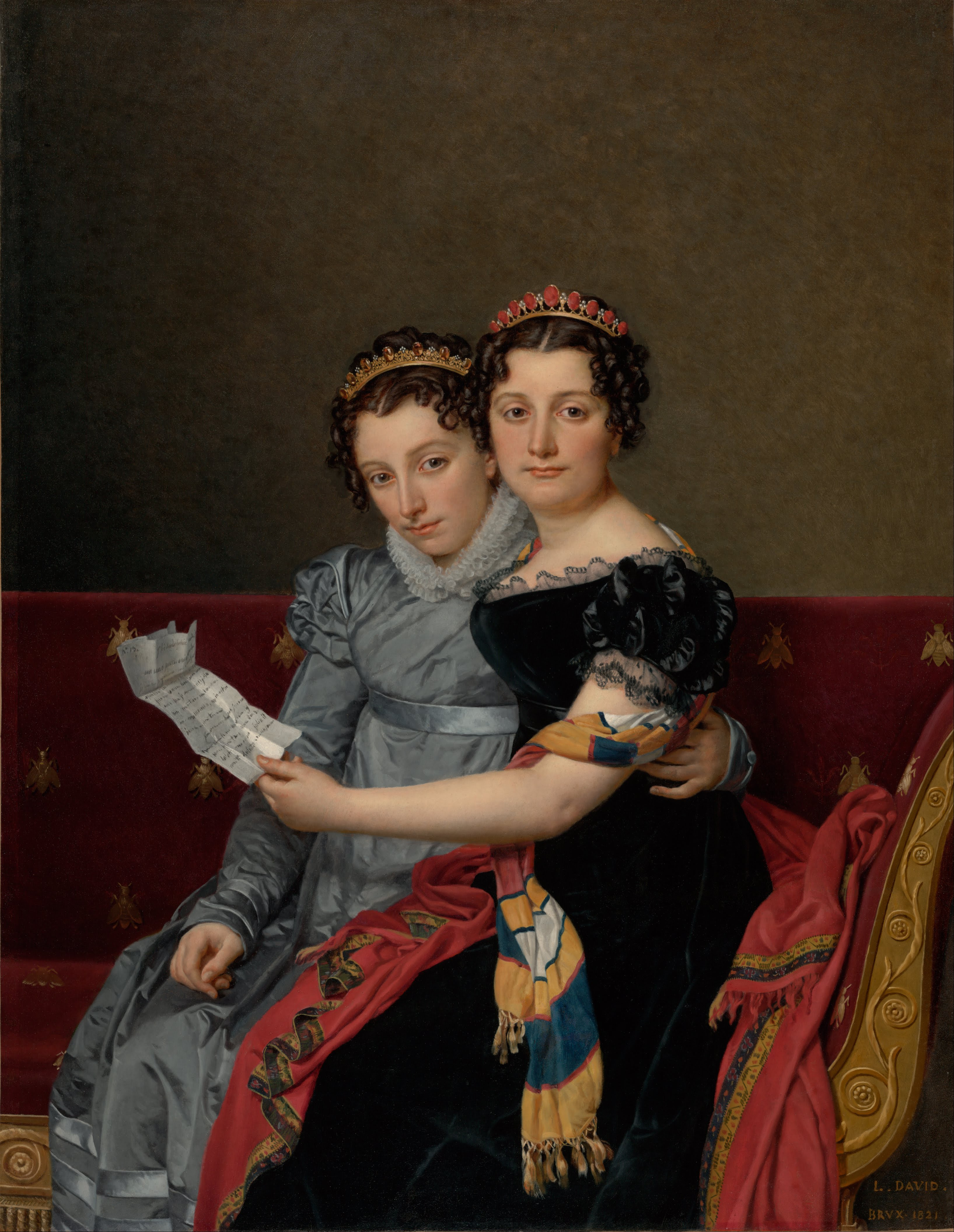
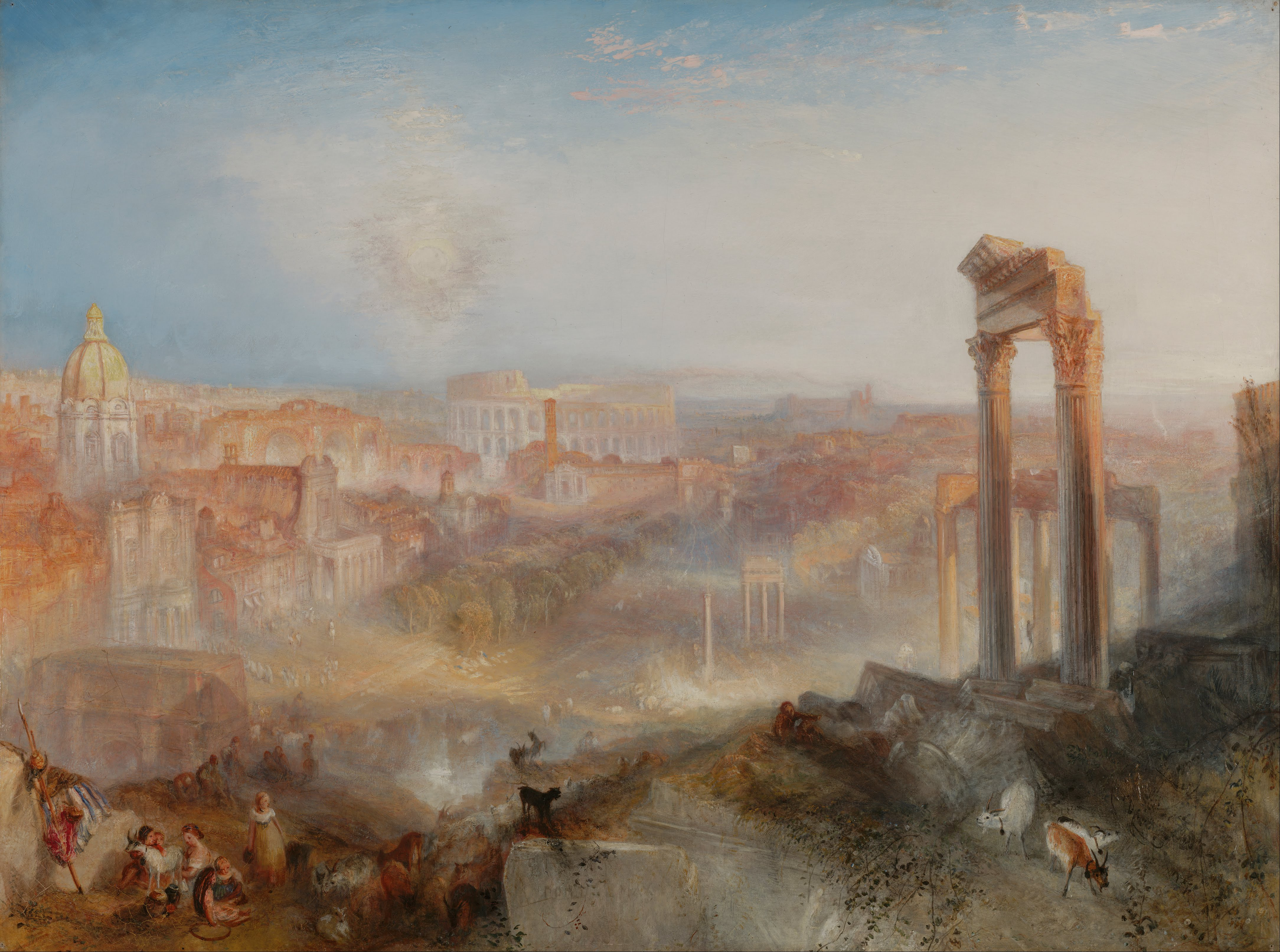
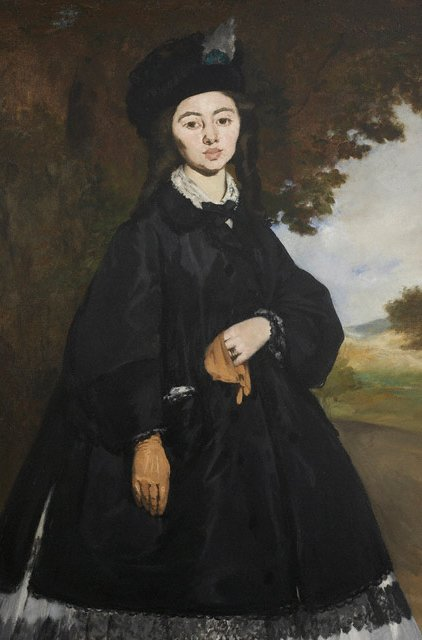
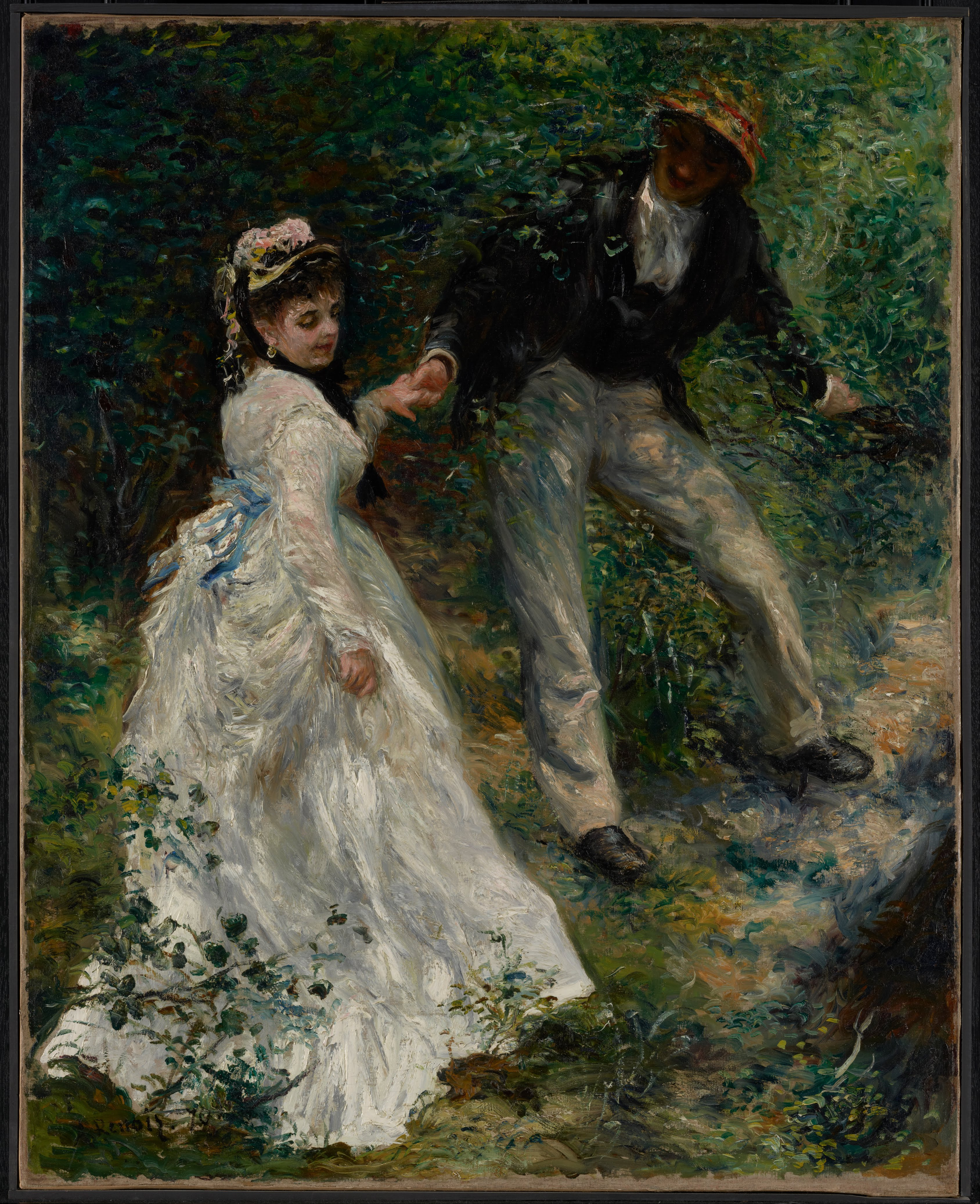
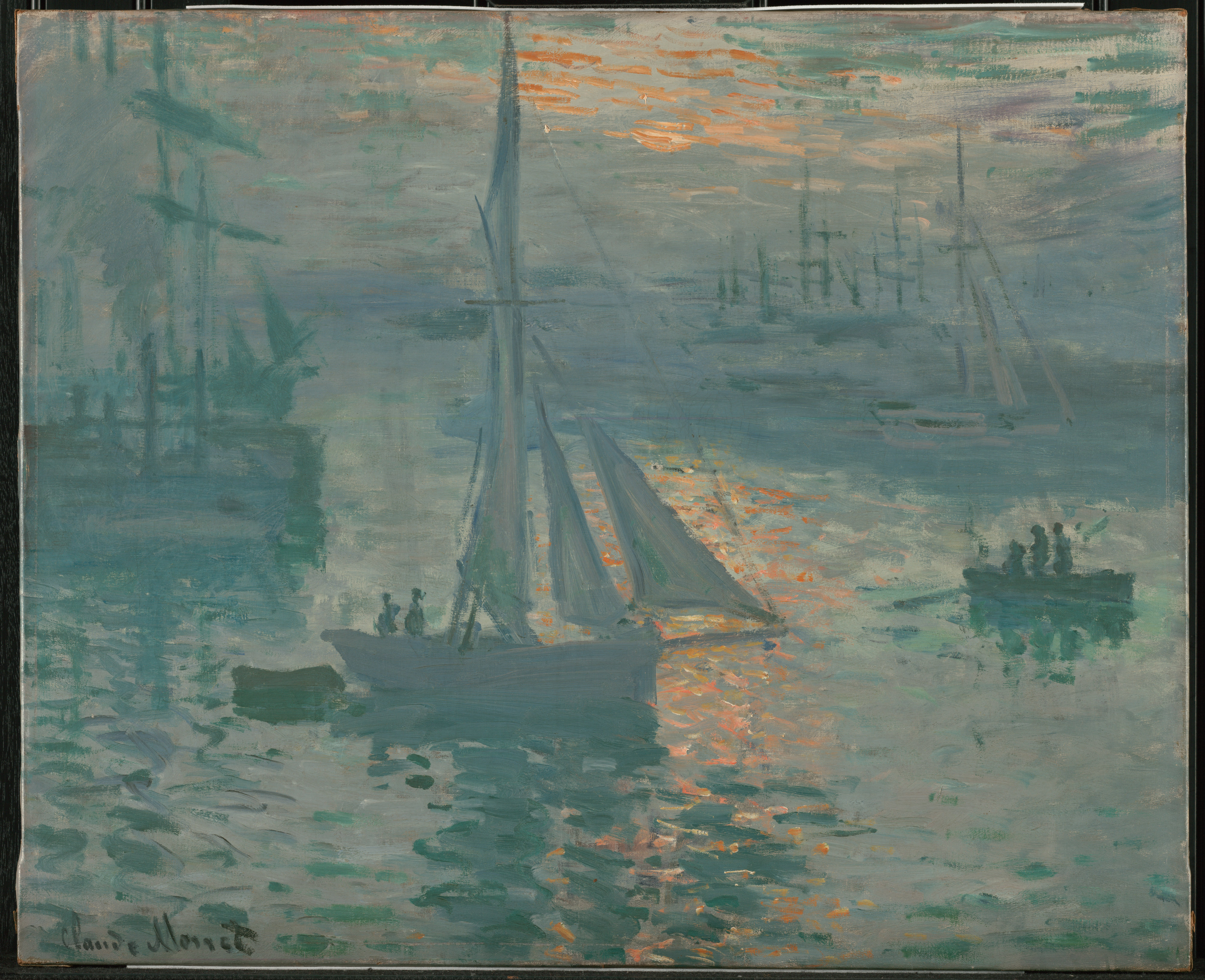
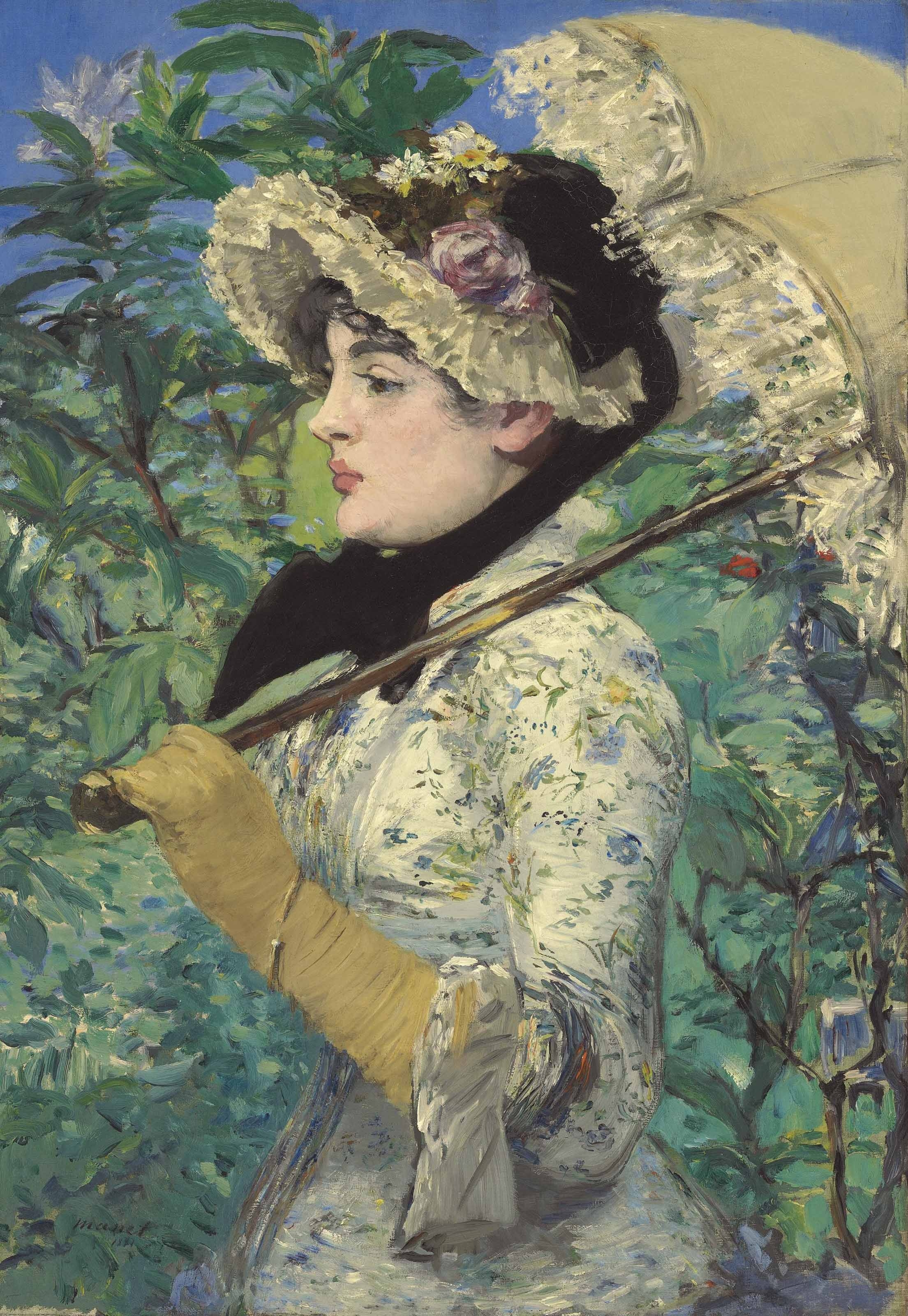
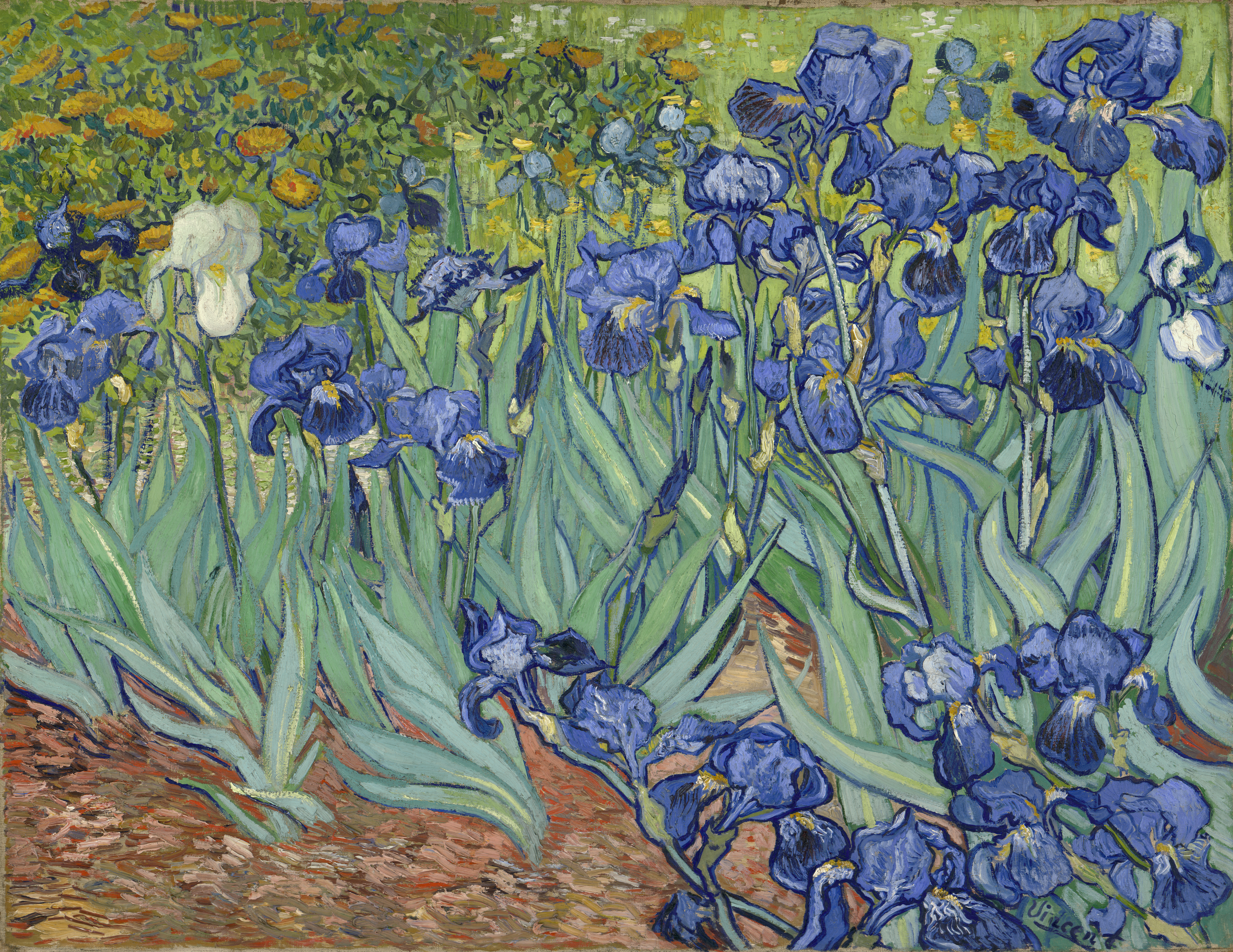
گل‌های زنبق
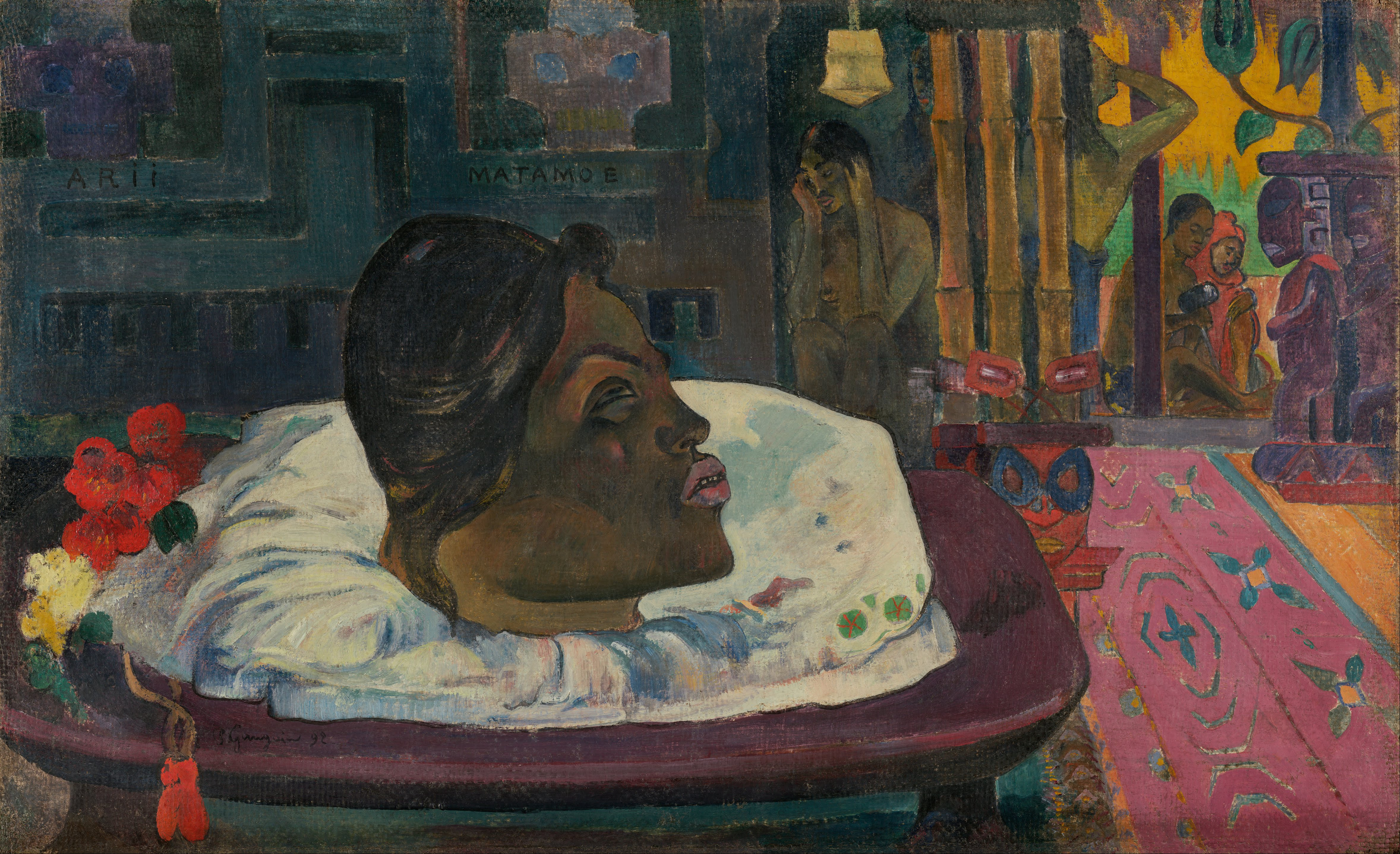
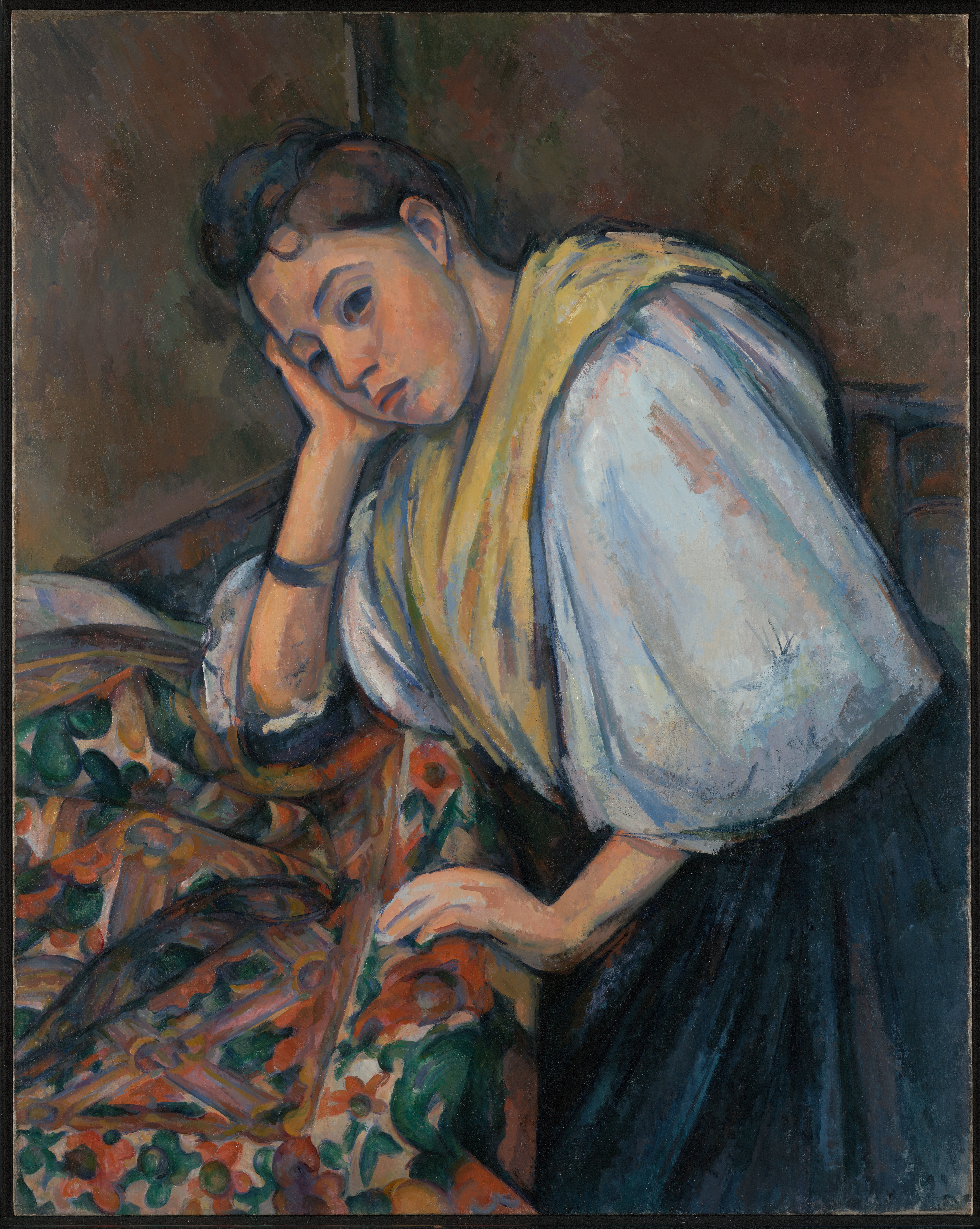
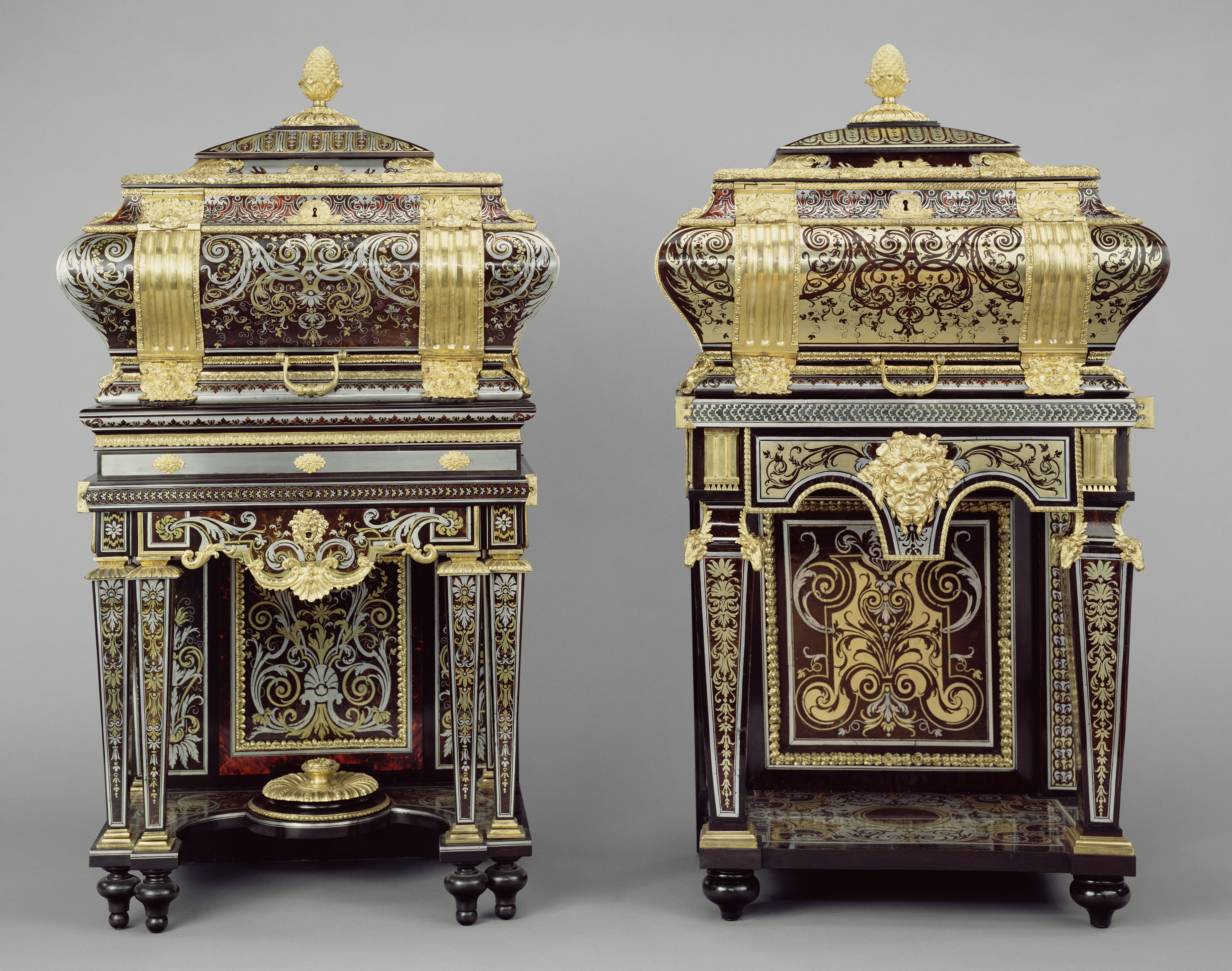
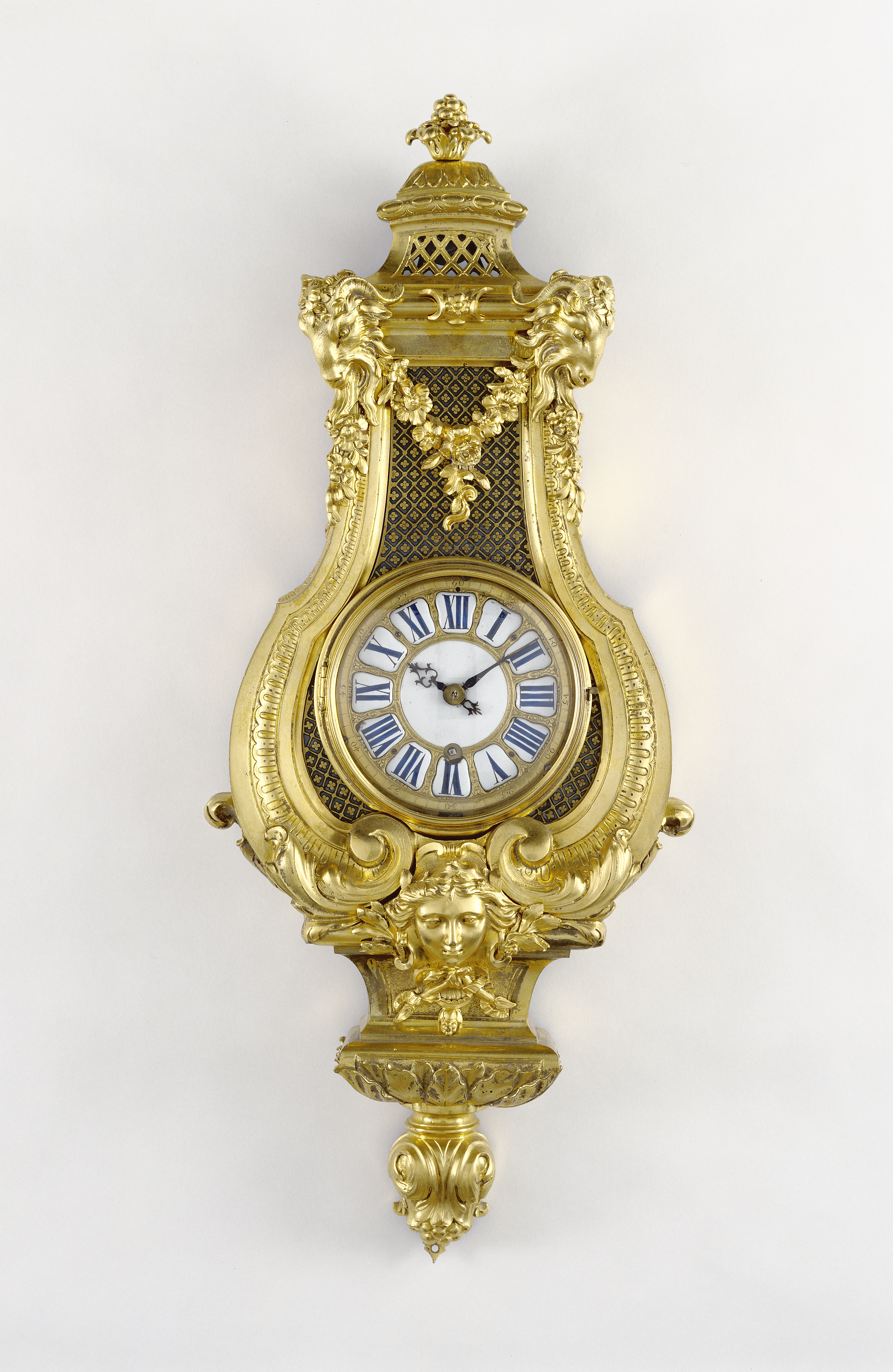
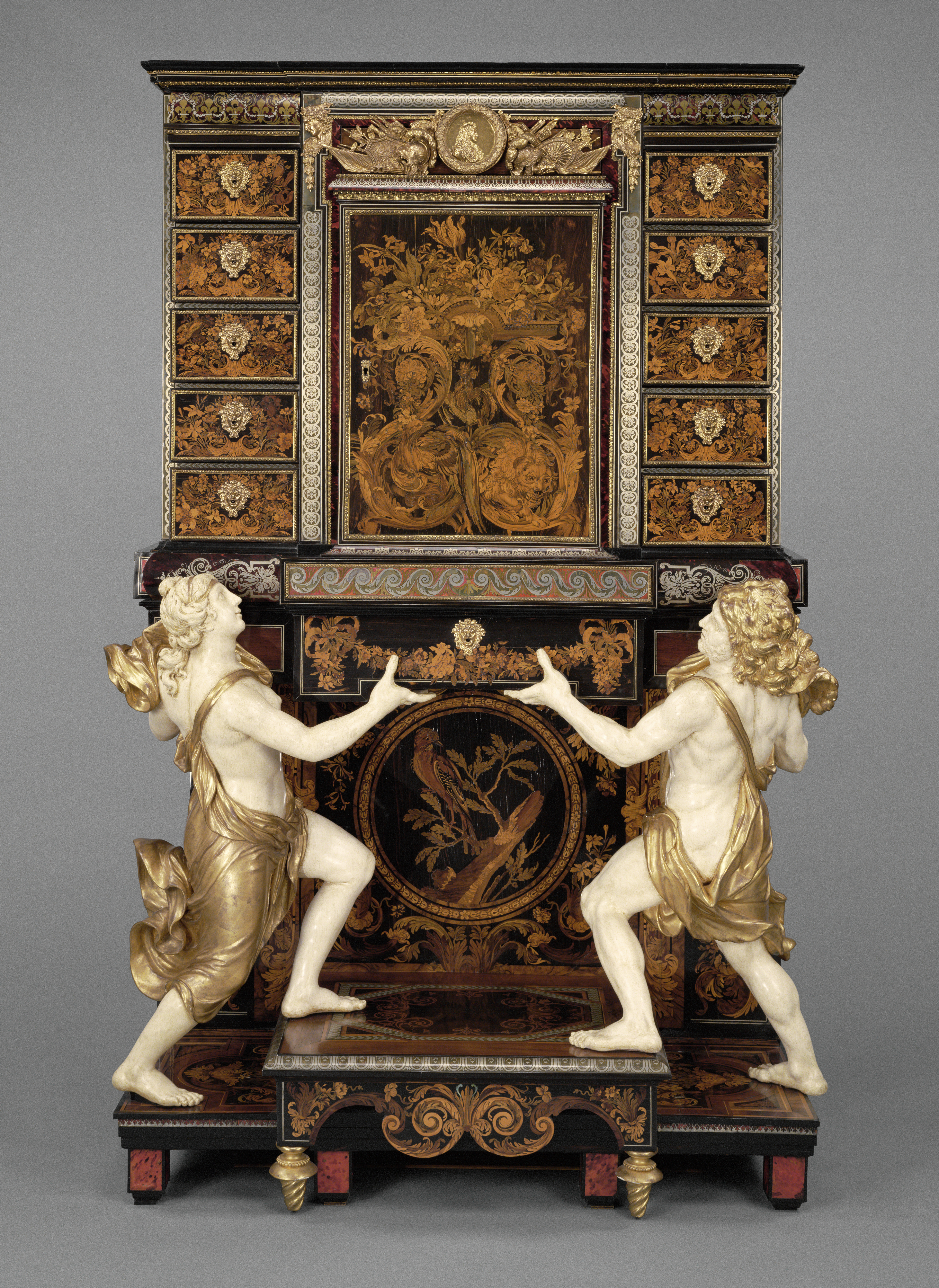
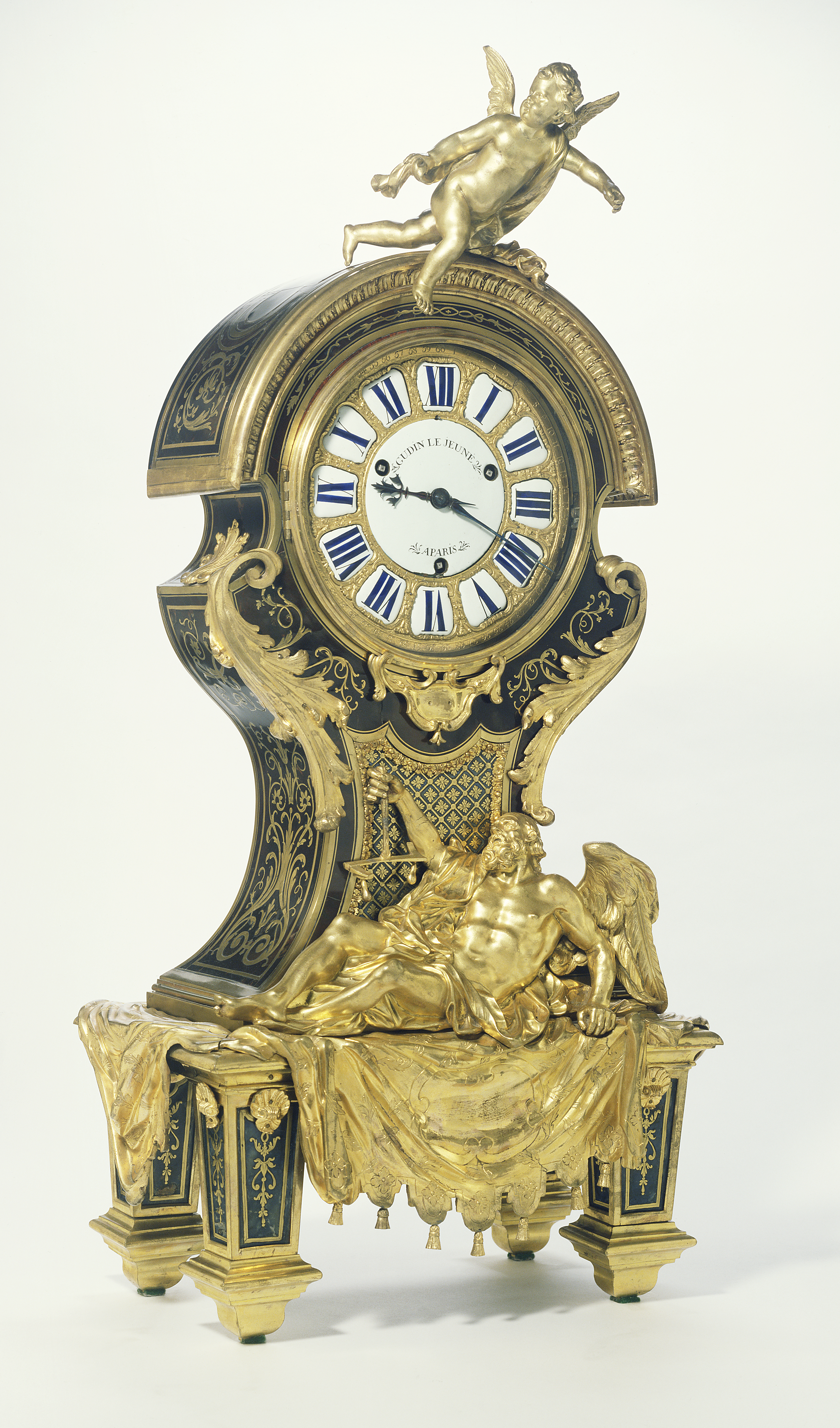
۱۸۸۹ م.
اثر ونسان ون گوگ